# 名鉄モ540形電車
名鉄モ540形電車（めいてつモ540がたでんしゃ）は、名古屋鉄道（名鉄）がかつて保有していた路面電車車両。三重交通501形を1949年（昭和24年）に譲り受けたものである。
名鉄では同社の軌道線で、最初の連結運転を行なった車両となった。

## 沿革
三重合同電気（三重交通の前身）の木造四軸ボギー車32・33・35である。32・33は1922年（大正11年）に、35は1924年（大正13年）に梅鉢鉄工所で製造された。戦後に三重交通501形に改称し、神都線で運用される。
1949年（昭和24年）に名鉄が車両不足を補うために、三重交通神都線で使用されていた501形3両を譲り受け、モ540形541 - 543と改称・改番（モ500形と重複するため。）の上で軌道線の美濃町線に投入した。
その後美濃町線の乗客増加に伴い、その対応策として1960年（昭和35年）にモ541・542に連結器を取り付けて連結運転が開始された。その後1963年（昭和38年）から1967年（昭和41年）にかけて、外板に鋼板を張り付ける形で簡易鋼体化（ニセスチール化）が施工された。
その後も美濃町線で使用された本形式であるが、単行車のままとされたモ543は1968年（昭和43年）に、連結車に改造されたモ541・542はモ600形の登場により1970年（昭和45年）にそれぞれ廃車となり、形式消滅した。

## 性能諸元
- 製造初年：1922年
- 全長：9,753mm
- 全幅：2,235mm
- 全高：3,753mm
- 自重：13.5t
- 定員（着席）：64(28)人
- 台車：ブリル　76-E1
- 電動機：MT-60A
- 出力：37.3kW×2